# KOREA (曲)
『KOREA』（コリア）は、1987年の楽曲。

## 解説
レスリー・マンドキ (Leslie Mandoki) （西ドイツの音楽グループ「ジンギスカン」の一員の男性）と、エヴァ・サン (Eva Sun) （「ニュートン・ファミリー」の女性ボーカル）は、共にハンガリーの出身。
1986年ソウル国際歌謡祭 (SEOUL SONG FESTIVAL 86) において、ゲストだった前者と、ハンガリー代表で最優秀歌唱賞を獲得した後者が、意気投合。1988年のソウルオリンピックをテーマに曲（非公式のイメージソング）を作成[※]し、デュエットすることになった。
日本では、テイチクレコードから1988年5月21日に、シングルレコードが発売された（YE-40-V）。また、12インチマキシシングル（UDL-1007-V）も発売された。

## カバー

### 少女隊
日本では、3人組の女性アイドルグループ「少女隊」によるEP（RT07-2085）とCD（XT10-2004）が、東芝EMI（EASTWORLDレーベル、現：ユニバーサル ミュージック合同会社）から1988年5月11日に、カバーシングル『Korea』 として発売された。フジテレビ『SEOUL SOUL』のエンディングテーマとして起用された。
A面がJapanese version（日本語詞：小林まさみ）で、B面がEnglish extended version。
前述の1986年ソウル国際歌謡祭（MBC主催）で銀賞を受賞するなど、韓国で歌唱したことがあった少女隊は、この曲（英語バージョン）でも渡韓し人気を博したという。
1988年8月18日、ソウル市内で行われたオリンピック30日前祝祭では、（戦後は韓国でタブーとされていた）日本語の歌詞で、（香港・マレーシアの歌手らが母国語で『KOREA』を歌った後に）同曲を約30秒間歌唱した。この模様はMBCで生中継されていた。
しかし、これは事前に主催者側に許可を得ていなかったという報道もあり、ハプニングの範疇とも考えられる。韓国政府が1998年10月に日本大衆文化の流入制限を段階的に開放し始めて以来、「日本語の歌が韓国の地上波で初めて生放送された」のは2010年のSKE48（『強き者よ』『青空片想い』の2曲）であるといわれている。

### シータ・ウォン
同じく日本で、香港の女性歌手のシータ・ウォン (黄敏華、Zeta Wong) 歌唱のカバーシングルEP（7BC0007）『KOREA』も発売された。発売元はセンチュリーレコード、販売元はポニーキャニオン。A面がEnglish Versionで、B面がCantonese Version。コンピレーション・アルバム『1245 Sparkling Disco Hit Singles』（32ED5063）にも収録されている。